# Baterias na enseada de Calhetas
As baterias na enseada de Calhetas localizavam-se na enseada de Calhetas, vizinha à enseada de Gaibu, no extremo norte do cabo de Santo Agostinho, no litoral sul do estado de Pernambuco, no Brasil.

## História
Apesar das dificuldades de identificação das defesas erguidas na região do cabo de Santo Agostinho, no contexto da segunda das invasões holandesas do Brasil (1630-1654) por ambos os contendores, uma estrutura foi identificada pelo Laboratório de Arqueologia da Universidade Federal de Pernambuco em campanha desenvolvida de Outubro a Novembro de 1997, como uma das duas baterias que existiram para a defesa na enseada de Calhetas, ponto de abastecimento de água potável das embarcações que navegavam na região (ver Forte de São Francisco Xavier de Gaibu).
Podem, entretanto, estar confundidas com estruturas posteriores: no século XVIII, o Governador e Capitão General da Capitania de Pernambuco, Luís Diogo Lobo da Silva, reforçou as fortificações do litoral pernambucano tendo erguido trincheiras e redutos no Cabo de Santo Agostinho, inclusive fazendo reedificar a fortificação de Nazaré no outeiro ("Trincheiras e Redutos, que se fizeram por ordem do Ilmo. e Exmo. Sr. Luís Diogo Lobo da Silva, Governador e Capitão General das Capitanias de Pernambuco, desde antes de chegar ao Reduto de S. Francisco Xavier do Gaibú, até ao monte de Nossa Senhora de Nazaré, ficando dentro das ditas trincheiras e redutos que se fizeram, a ponta do Charco, [a] enseada da Calheta, seu Reduto em cima do monte (...) tudo feito na presença do mesmo senhor (...)"; c. 1762. 
Atualmente encontram-se inscritas no Parque Metropolitano Armando de Holanda Cavalcanti.